# ルビシャ・ヴァーセル
ルビジャ・ヴァーセル（Ljubisa Vrcelj、1984年12月23日 - )は、カナダ出身のバスケットボール選手である。ポジションはフォワード。身長210cm、体重90kg。

## 来歴
ジャクソンビル大学を卒業後、2013年に来日し、つくばロボッツに入団。

## 経歴
- ジャクソンビル大学 - つくば（2013 - ）